# Prolativ
Prolativ er i grammatik en kasus, der angiver, at noget anvendes som medium eller middel. Derved har prolativ en funktion, hvor der i visse sprog anvendes instrumentalis. En prolativ oversættes til et præpositionsled, fx med, via, over. 
Prolativ findes fx i estisk og i finsk og baskisk. På finsk er prolativ en adverbialkasus, der undertiden ikke regnes med til kasus, fordi den kun har få bøjninger i adjektiver og pronominer. 
På grønlandsk findes med samme betydning den tilsvarende kasus vialis.

## Eksempler

### Finsk
Kasusendelse: (i)tse
- Post (post): postitse (med posten)
- Puhelin (telefon): puhelimitse (over telefonen)
- Net (internet): netitse (via internettet)

### Estisk
Kasusendelse: -tsi, -si
- Käsi (hånd): käsitsi (med hånden, manuelt)
- Jalg (fod): jalgsi (til fods)